# بولي ديفلن
بولي ديفلن (بالإنجليزية: Polly Devlin)‏ هي صحفية بريطانية، ولدت في 1944 في Ardboe ‏ في المملكة المتحدة.

## وصلات خارجية
- الموقع الرسمي
- بولي ديفلن على موقع IMDb (الإنجليزية)